# رشيد نيني
رشيد نيني (16 أكتوبر 1970 بن سليمان) صحافي وكاتب وإعلامي وناشر مغربي، كان مديراً لصحيفة المساء وهي أوسع الصحف المغربية انتشاراً، وكان صاحبَ العمود اليومي «شوف تشوف» في نفس الصحيفة، وبسبب هذا العمود اليومي تم إيقافه من جريدة الصباح، وبعدها من جريدة المساء، حيث قضى سنة كاملة من الحبس خلف القضبان.
أصدر يومية جديدة أطلق عليها اسم جريدة «الأخبار». حيث واصل فيها كتابة العمود اليومي تحت نفس العنوان «شوف تشوف»، وتصدر عن شركة «أوال ميديا»، لتشكل امتدادا لتجربة الصحافي المغربي الشهير رشيد نيني بعد خروجه من السجن ومن جريدة «المساء»، وكذلك عودة العمود الذي عرف به والذي كان قد توقف عن الصدور في جريدة «المساء» بالتزامن مع اعتقاله يوم 28 أبريل 2011.
في شتنبر 2006، أصبح رئيساً لتحرير جريدة المساء المغربية التي تعد الأكثر شهرة ومبيعا بالمغرب، بعدما لم تقبل جريدة الصباح مقالاته الجريئة. وابتداءً من سنة 2007، بدأ يتعرض لمضايقات من جوانب عديدة؛ آخرها مطالبته من طرف هيئات قضائية، بعد محاكمة جريدته، بتعويض مالي قدره 600 مليون سنتيم مغربي ($500000)، إضافة إلى تعرضه لاعتداء بالسلاح الأبيض كاد يودي بحياته. أصبحت مقالته اليومية مثيرة لضجات إعلامية واسعة بالمغرب.

## شوف تشوف
«شوف تشوف» ويقابلها باللغة العربية (عَسَى)؛ عبارة عن عمود يومي يكتبه رشيد نيني في الصفحة الأخيرة لجريدة المساء التي يشرف على إدارة تحريرها، وتتضمن المقالة مستجدات الحقل السياسي بالمغرب، وأيضا انتقادات شبه يومية للمسؤولين الحكوميين والعسكريين المغاربة، مما جعل صاحبها يتعرض للاعتقال عدة مرات. وبالإضافة إلى كتابة المقالة المذكورة باللغة العربية الفصحى، فهي تتضمّن أيضاً مصطلحات بالدارجة المغربية أو العامية.

## اعتقاله
أمرت النيابة العامة بالدار البيضاء مساء يوم الخميس 28 أبريل 2011 بوضع رشيد نيني رهن الحراسة النظرية في حالة اعتقال على خلفية مقالات وأعمدة نشرتها الجريدة، وقضايا أخرى أثيرت في عمود «شوف تشوف». وجاء هذا القرار بعد بلاغ شديد اللهجة وجّه فيه الوكيل العام للملك عبد الله البلغيثي تهما ثقيلة إلى رشيد نيني، ضمنها تهمة «المساس بأمن وسلامة الوطن والمواطنين»، وهي التهمة التي اعتبرها المحامي خالد السفياني «قرارا سياسيا يرمي أصحابه إلى التضييق على الجريدة».
في يوم السبت 28 أبريل 2012 تم إطلاق سراح رشيد نيني بعدما قضى حكما بسنة حبساً نافذاً في سجن عكاشة بالدار البيضاء بتهمة «تحقير مقرر قضائي ومحاولة التأثير على القضاء، والتبليغ بوقائع إجرامية غير صحيحة».
بعد خروجه من السجن نشر على صدر الصفحة الأولى من يومية «المساء» في عدد يوم الإثنين 28 ماي 2012، مقالاً مطولاً ومعنوناً ب«استراحة محارب»، شرح فيها الظروف التي أجبرته على الاستقالة من إدارة نشر «المساء»، «تفاديا لاحتمال إغلاقها بحكم وجود مدير نشرها قيد الاعتقال».

## انتقادات
بعد خروجه من السجن محكوما بسنة واحدة، رحل لمدة وجيزة إلى إسبانيا، ثم عاد إلى المغرب، حيث قضى بعدها سنة بيضاء بعيدا عن ميدان الصحافة، ليقرر تأسيس جريدة الأخبار المغربية ويشغل مدير تحريرها ومالكها في نفس الوقت.
إلا أن الخط الصحفي المستقل الذي عرف به في بداياته مع جريدتي الصباح والمساء، في مشروعه الجديد، لم يعد يبدو واضحا في نهجه الجديد وفي العمود الذي اشتهر به تحت عنوان «شوف تشوف»، والذي كان يعرف شهرة واحتراما في صفوف الطلبة والموظفين والفئات المثقفة والمتوسطة قبل فترة الربيع الديمقراطي، عندما كان ينتقد بطريقة فريدة أشكال الفساد الإداري والريع واستغلال الثروة وهضم الحقوق.
إلا أن خطه التحريري لم يستطع مواكبة التطور مع أمواج ورياح التغيير في الربيع الديمقراطي، وما حملته من ارتجاجات في العقليات ومواكبة مؤشر الحرية والتحرر في العقليات، والتحول الحاصل في طريقة فرض حرية التعبير كأمر واقع، وممارستها فكرا وتعبيرا وأسلوبا لدى الحركات المعارضة للسياسات والوضع الذي تصفه بالفاسد وغير الديمقراطي والمتسلط والريعي غير العادل.
بينما بقي المنحى الصحفي والنقدي والتحليلي وأسلوبه كصحفي محدودا في نقد الأوضاع المتردية ومعارضتها، الأمر الذي فتح أقلاما وأصواتا أخرى كثيرة ومتعددة المشارب الثقافية بين مغاربة الشتات أو الداخل في ظل تحرر المجال الإعلامي عبر التكنولوجيا الرقمية. وإن شكّل قلمه طفرة إلى حد ما في الصحافة المغربية الورقية، بمعية صحفيين كعلي أنوزلا وعلي المرابط وبوبكر الجامعي في ميدان الصحافة من داخل المغرب، إلا أن قلم رشيد نيني سقط عن الحيادية، وصفه محللون للإعلام المحلي المغربي بالطابور الخامس، مقارنة مع علي المرابط وعلي أنوزلا وبوبكر الجامعي سواء الابن أو الأب، في الصحافة الرسمية المعارضة، علاوة على الأقلام والأصوات التي تنشد التغيير وترفض الأوضاع الراهنة. حيث لم يرقَ رشيد نيني إلى مستوى مواكبة التطور الحاصل في الطفرة الإعلامية، التي أتاحتها التكنولوجيا الإلكترونية ووسائل التواصل الاجتماعي المختلفة، والانفتاح على العالم الخارجي وتطور العقل الإلكتروني مع زحف العولمة في مناهضة التقليدي الرديء، حيث ارتقى المواطن والمدون والكاتب والإعلامي من حالة الاستهلاك الإعلامي السلبي والإجباري إلى مستوى التفاعل والإنتاج، من خلال خاصيات التعليق والنقد والتدوين والمناقشة ومشاركة الرأي والرأي الآخر...
مع ما حمله ذلك من ارتجاجات قوية لدى العقل العربي والجنوب المتوسطي عموما، في ما يصطلح عليه بمنطقتي شمال إفريقيا والشرق الأوسط (المينا)، التي تعتبر في عصرنا الراهن كإحدى أسوأ مناطق العالم التي مازالت تعاني من حالة فريدة من إشكالية التسلط والقمع والتخلف الفكري والعلمي والتعليمي، التي قد تصل أحيانا إلى درجة العبودية والإرهاب.
وقد يُرجع بعض النقاد أسباب هذا التحول في قلم رشيد نيني إلى مراكمته لثروة بعد خروجه من السجن، وتفضيله السعي إلى الاغتناء وتطوير الجانب المادي الخاص وبناء شبكة علاقات مع الريع، على حساب القيم الديمقراطية والحرية وقيم الصحافة النزيهة، ونفي الجانب المبدئي والإنساني والقيمة المعنوية والفكرية في ميزان الحريات والديمقراطية والفعل التاريخي المعاصر للتغيير البنّاء الذي تنشده الشعوب والأوطان الطواقة للحرية وقيم العدالة والديمقراطية الحقيقية، للخروج من دائرة التخلف والاستعباد، التي سقطت فيها منطقتي الشرق الأوسط وشمال إفريقيا، لظروف سياسية اقتصادية تاريخية ثقافية اجتماعية، بعضها محلي وبعضها إقليمي وبعضها دولي، حالة سياسية-ثقافية استطاعت دولة كجنوب إفريقيا من تجاوزها بفضل نخب سياسية وطنية مثقفة أشهرها الشخصية الإفريقية العالمية «نيلسون مانديلا».
وتلك القيمة المعنوية في الفعل الإصلاحي والتنويري هي التي افتقدها نموذج رشيد نيني في الحَلَقة الأخيرة أمام القيمة المادية، بخلاف صحفيين مغاربة (في الصحافة الرسمية) يعدّون على رؤوس الأصابع، دخلوا التاريخ التنويري من بوابة الإعلام والصحافة والتنوير من خلال ممارسة صحافة نقدية بناءة تنويرية تنقل الحقيقة الخلفية وتحللها، نذكر من بينهم علي أنوزلا وحميد المهداوي وعلي المرابط وأبو بكر الجامعي وغيرهم من المدونين وكتاب الرأي الآخر، المعرضون لأخطار التضييق والتحريض والحصار والتعتيم والملاحقة والسجن في أحيان كثيرة كحالة حميد المهداوي وعلي المرابط.
وفي ظل الافتقاد لصحافة رسمية تمارس الصحافة البديلة (غير رسمية) هذا الدور المفقود محليا، بوسائل مختلفة ومتاحة لإيصال صوتها في النقد والتحليل والمراقبة.. وإن كانت غير رسمية إلا أنها أثبتت وجودها مع تفاعل المثقفين وكل فئات المجتمع سواء المحلي أو في الشتات المغربي.

## وصلات خارجية
- التحولات تحت ضغوط منظومة الريع، من الأقلام النحاسية الحرة إلى التآمر والصدأ الرديء، نموذج قلم رشيد نيني (مدونة) جريدة المساء
- عن موقع لكم: نيني يصدر 'الأخبار' بشعار 'الهدهد' يوم 17 نوفمبر
- أخبار رشيد نيني على الجزيرة
- جريدة الأخبار
- مقالة: عمود «شوف تشوف» وأيام من طريق الجامعة
- مقالات «رشيد نيني» المغربية وأيام من طريق الجامعة! دنيا الرأي بقلم: محمد بوعلام عصامي